# Dicamixus coriaceus
Dicamixus coriaceus là một loài tò vò trong họ Ichneumonidae.